# Hestina nicevillei
Hestina nicevillei es una especie de lepidópteros perteneciente a la familia Nymphalidae. Es originario de Asia.

## Galería

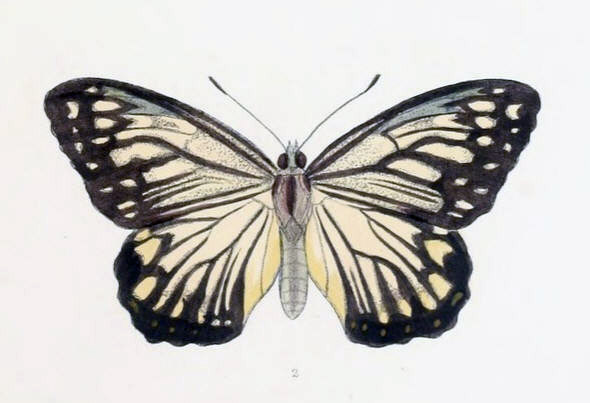
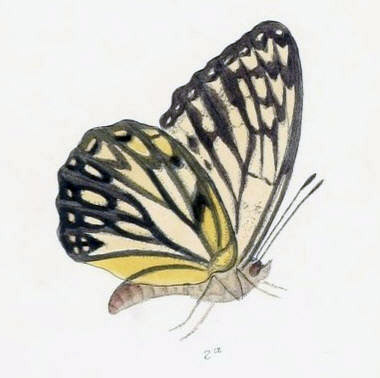

## Distribución
Se encuentra en Nepal